# Bacanius ferrugineus
Bacanius ferrugineus är en skalbaggsart som beskrevs av Heinrich Bickhardt 1918. Bacanius ferrugineus ingår i släktet Bacanius och familjen stumpbaggar. Inga underarter finns listade i Catalogue of Life.